# Lise Westzynthius
Lise Westzynthius (Aarhus, 23 febbraio 1975) è una cantante danese.

## Biografia
La carriera musicale di Lise Westzynthius è iniziata nel 1994, anno in cui ha fondato il gruppo indie rock Luksus, con cui ha pubblicato gli album Luksus (1997) e Repertoire (1998). Dopo lo scioglimento della band nel 2001, ha collaborato con i Rhonda Harris per il secondo album del gruppo, The Trouble with Rhonda Harris (2001).
Nel 2002 la cantante ha pubblicato Heavy Dream, il suo primo album da solista, che le ha fruttato due candidature agli Årets Steppeulv del 2003 per la cantante dell'anno e per il debutto dell'anno, oltre ad una nomination per l'artista dell'anno ai Danish Music Awards 2003, il principale riconoscimento musicale nazionale.
Il suo secondo album del 2004, Rock, You Can Fly, è stato il suo primo ingresso nella classifica danese, dove ha raggiunto la 34ª posizione. Grazie al disco ha ricevuto due candidature ai premi Årets Steppeulv del 2005; altre due nomination sono arrivate nel 2013 in seguito alla pubblicazione del quarto album, Tæt på en kold favn.

## Discografia

### Album in studio
- 2002 – Heavy Dream
- 2004 – Rock, You Can Fly
- 2007 – Siberian Mission
- 2012 – Tæt på en kold favn
- 2018 – Ja

### Singoli
- 2005 – Séance
- 2016 – If I Didn't Have Your Love
- 2018 – Laura Palmer
- 2018 – På den anden side